# كلوز هوير
كلوز هوير (بالنرويجية البوكمول: Claus Høyer)‏ هو مجدف نرويجي، ولد في 17 مارس 1891 في أوسلو في النرويج، وتوفي بنفس المكان في 2 نوفمبر 1964.

## وصلات خارجية
- كلوز هوير على موقع الاتحاد الدولي للتجديف (الإنجليزية)
- كلوز هوير على موقع اللجنة الأولمبية الدولية (الإنجليزية)
- كلوز هوير على موقع أوليمبيديا (الإنجليزية)